# Таллес Бренер Де Паула
Таллес Бренер Де Паула (порт.-браз. Talles Brener de Paula; нар. 12 травня 1998, Дівінополіс, Мінас-Жерайс, Бразилія) — бразильський футболіст, атакувальний півзахисник львівського «Руху».

## Життєпис
Народився в місті Дівінополіс в бразильському штаті Мінас-Жерайс. Футбольний шлях розпочав у клубі «Інтернарсьйонал» (Лімейра), за юнацьку (U-19) команду якого виступав до завершення сезону 2014/15 років. Наступний сезон провів у «Флуміненсе U-19», по завершенні якого переведений у молодіжну команду вище вказаного клубу. За молодіжку «Флуміненсе» зіграв 2 матчі в молодіжному кубку Сан-Паулу та 9 поєдинків (1 гол) у кубку Паулісти.
З 2017 по 2019 рік виступав за «Мірасол» та «Нороесте» в Лізі Пауліста. 1 січня 2020 року приєднався до «Віла-Нова» (Гоянія). Дебютував за нову команду в Серії C (третій дивізіон чемпіонату Бразилії) 9 серпня 2020 року в нічийному (1:1) виїзному поєдинку 1-го туру проти «Манауса». Теллес вийшов на поле в стартовому складі, а на 66-й хвилині його замінив Гілсіньйо. Дебютним голом у чемпіонаті Бразилії відзначився 27 жовтня 2020 року на 4-й хвилині переможного (3:0) домашнього поєдинку 12-го туру проти «Ферроваріу». Бренер вийшов на поле в стартовому складі, а на 75-й хвилині його замінив Франкі. 23 січня 2021 року у вирішальному матчі плей-оф за чемпіонство відзначився двома голами у переможному (5:1) поєдинку проти «Ремо», завдяки чому «Віла-Нова» виграла Серію C та підвищилася в класі.
По завершенні сезону 2020 року мав декілька пропозицій від бразильських клубів, але вирішив спробувати свої сили в Європі. 5 лютого 2021 року вільним агентом перейшов в «Олімпік», з яким підписав 3,5-річний контракт. Отримав футболку з 30-м ігровим номером. У футболці донецького клубу дебютував 13 лютого 2021 року в програному (1:3) виїзному поєдинку 14-го туру Прем'єр-ліги проти київського «Динамо». Де Паула вийшов на поле на 84-й хвилині, замінивши Євгенія Пасіча.

## Досягнення

### Командні
«Віла-Нова» (Гоянія)
- Серія C
  -  Чемпіон (1): 2020

### Особисті
- Легіонер року в чемпіонаті України: 2022[10]